# 车克
车克（穆麟德轉寫：ceke，？—1671年），清朝初年的大学士，瓜尔佳氏。
崇德三年（1638年）七月，被皇太极任命为户部侍郎，顺治八年（1651年）九月，升任为户部尚书。顺治九年（1652年），顺治帝擢升他为议政大臣，参与圈地、更名田、鼓励垦荒等政策的制定。顺治十二年（1655年），入阁为大学士、太子太保，仍管户部。顺治十三年（1656年），加赠太子太师、少师，康熙六年（1667年），车克致仕解职，康熙十年（1671年），车克去世，谥文端。

## 延伸阅读
[在维基数据编辑]
 《清史稿·卷238》，出自趙爾巽《清史稿》
 《清史稿·卷238》